# VASO Airlines
VASO Airlines (En ruso: BACO Авиационная) es una aerolínea con base en la ciudad de Vorónezh y con su base de mantenimiento en el Aeropuerto Internacional de Moscú-Sheremétievo. 
La aerolínea es propiedad de la Fábrica de Aviación de Vorónezh (Воронежское Акционерное Самолетостроительное Общество).

## Historia
La aerolínea fue fundada en 1992 como una aerolínea de carga utilizando aviones manufacturados en la Fábrica de Aviación de Vorónezh. En 1999 la aerolínea arrendo dos Ilyushin Il-86 a Aeroflot para iniciar el servicio de vuelos chárter, trabajando principalmente para agencias de viaje de Moscú y otras ciudades grandes de Rusia. 
Actualmente la aerolínea opera una gran cantidad de vuelos chárter al año, cubriendo también varios vuelos regulares cerca de la ciudad de Vorónezh.

## Servicios
VASO Airlines es una de las principales líneas aéreas rusas en el mercado de vuelos chárter. En 2006 la aerolínea transporto a más de 500.000 personas en vuelos chárter.Entre las mayores competidoras de la aerolínea se encuentran las moscovitas Atlant-Soyuz Airlines y Vim Airlines y la siberiana S7 Airlines. 
En 2007 la directiva de la aerolínea ha anunciado que se planea fusionar la empresa con la filial de Aeroflot, Nordavia. Esto ha sido el resultado de varios acuerdos entre las aerolíneas, que afrontando las sanciones que impone el gobierno ruso a las aerolíneas con flotas pequeñas, ha decidido fusionarse con una aerolínea de mayor tamaño. Se planea que la fusión se complete a finales de 2010.

## Flota
- 6 Ilyushin Il-86

- 1 Ilyushin Il-96-300 (Mas uno ordenado)

## Destinos
En esta lista solo se muestran los destinos regulares.

### Internacionales
Turquía
- Estambul

- Antalya

 Emiratos Árabes Unidos
- Dubái

### Domésticos
Rusia
- Sochi

- Moscú-Sheremetyevo